# Heterogamus takasuae
Heterogamus takasuae är en stekelart som först beskrevs av Van Achterberg 1985.  Heterogamus takasuae ingår i släktet Heterogamus och familjen bracksteklar. Inga underarter finns listade i Catalogue of Life.